# 紀鳳鳴
紀鳳鳴（1515年—？），字明瑞，錦衣衛旗籍，陝西榆林衛人，明朝政治人物。

## 生平
嘉靖十九年（1540年）庚子科順天府鄉試第八十八名舉人。嘉靖二十九年（1550年）中式庚戌科會試第二百九十名，三甲第八十八名進士。嘉靖四十二年（1563年）以戶部郎中出爲山西太原府知府。四十四年任长芦盐运使。

## 家族
曾祖紀濚，贈承德郎太常寺寺丞；祖父紀世梁，太常寺寺丞；父紀汴，七品散官。母陳氏。严侍下。弟鳳儀。